# Чудо Святого Антония
«Чудо святого Антония» (фр. Le Miracle de saint Antoine) — пьеса в двух действиях Мориса Метерлинка.
Первая постановка: 1903 год, Брюссель; первая публикация: 1920 год, Париж.

## Общие сведения
Сочинив пьесу в 1903 году в Брюсселе, драматург не раз возвращался к своему произведению, откладывая и снова продолжая работу — и так до 1919/1920 г. Поэтому даты создания пьесы разнятся: от 1903 до 1920 года.
Пьеса написана в очень простой форме моральной притчи, где смысл лежит на поверхности. Но внешняя простота скрывает глубокий социальный сатирический подтекст и предоставляет огромные возможности режиссёрам для сценической интерпретации произведения. Поэтому почти каждая постановка становится определённым этапом в работе творческого коллектива или режиссёрского опыта.
Автор использовал имя католического святого — Антония Падуанского, совершившего несколько чудес. Есть картина неизвестного художника XVI века с названием «Чудо святого Антония», изображающая чудо святого Антония с ослом, вставшим на колени перед Святыми Дарами. Однако драматург придумал свой современный сюжет.

## Действующие лица (русский текст по переводу Н. Минского и Л. Вилькиной[3])
- SAINT ANTOINE — Святой Антоний
- M. GUSTAVE — Гюстав

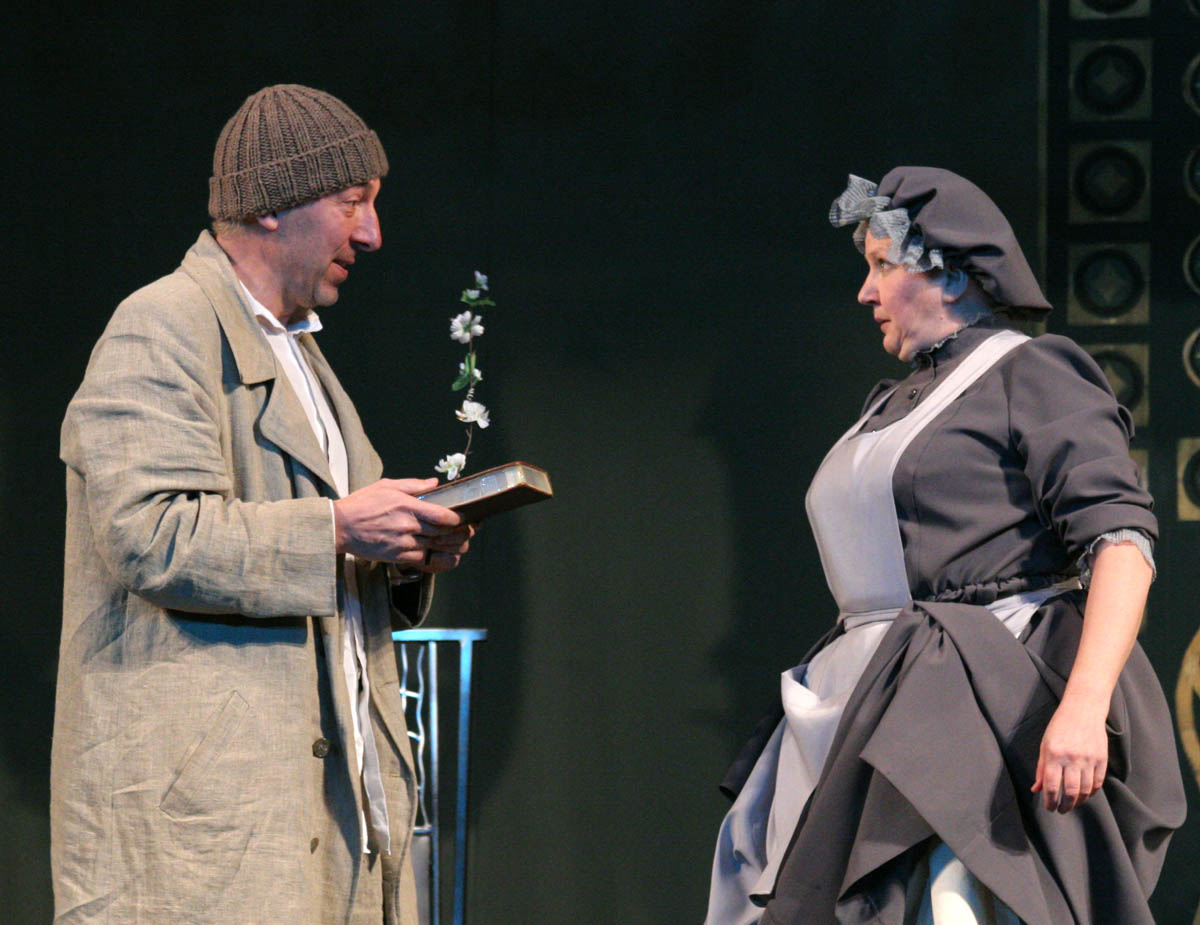
Сцена из спектакля Саратовского академического театра драмы Юрий Кудинов (Святой Антоний) и Елена Блохина (Виргиния)

- M. ACHILLE — Ахилл (Ашиль в других переводах)
- LE DOCTEUR — Доктор
- LE CURÉ — Аббат (Кюре)
- LE COMMISSAIRE DE POLICE — Пристав (комиссар полиции)
- JOSEPH — Иосиф (Жозеф)
- DEUX AGENTS — Двое полицейских
- VIRGINIE — Виргиния (Виржини)
- MLLE HORTENSE — Гортензия (Ортанс)

Племянники, племянницы, дяди, кузены и кузины, гости и родственники.
Действие происходит в небольшом фламандском провинциальном городке.

## Сюжет
Умерла богатая дама (Гортензия). На её похороны съезжаются родственники, они же — наследники несметного богатства. Новые хозяева уже планируют переоборудование дома. Вдруг приходит Святой Антоний с желанием воскресить усопшую Гортензию.

## Постановки
- 24 сентября 1903 года, Королевский Парковый театр (Théâtre royal du Parc), Брюссель — первая постановка. Спектакль оказал на буржуазную благопристойную театральную публику начала XX века шокирующее воздействие. Это была сатира, но сатира с религиозным подтекстом, вызвавшая недоумение как зрителей, так и критики. В результате в постановке пьесы в Париже было отказано[2].

Пьеса была опубликована в Париже в 1920 году и только тогда заняла своё место в европейском репертуаре.

### Постановки в России

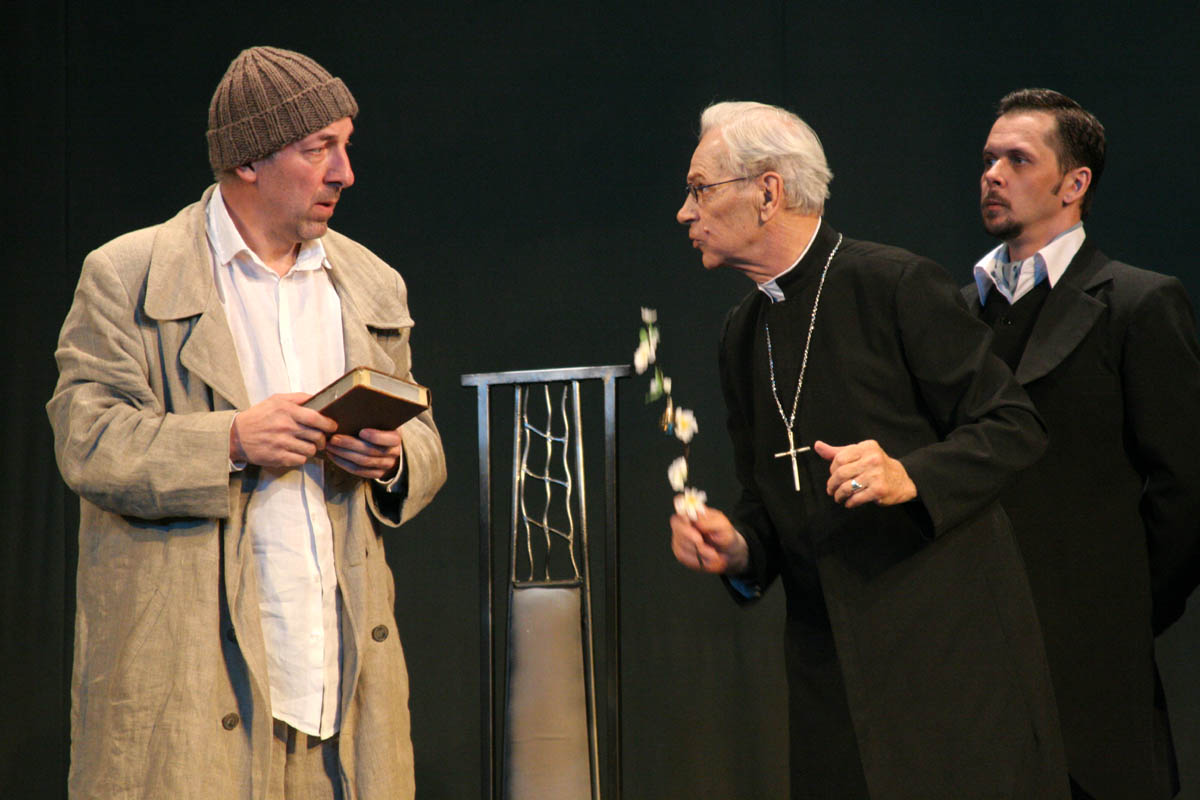
Сцена из спектакля Саратовского академического театра драмы Юрий Кудинов (Святой Антоний), Владимир Аукштыкальнис (Аббат) и Андрей Седов (Густав)

Однако, не прижившись сразу на европейских сценах, пьеса скоро заинтересовала театральных деятелей России, где это время характеризуется политической нестабильностью и предреволюционными и революционными настроениями. Поэтому пьеса, шокирующая благопристойных буржуа, находила отклик в мятущихся русских душах начала XX столетия. В России особо шокировать сюжет пьесы никого не мог, поскольку и без неё все кипело и бурлило, божественные устои и образы святых подвергались сомнению и даже неприятию, а ложная благопристойность буржуа широко развенчивалась в произведениях авторов Серебряного века.
- 1906 — постановка В. Э. Мейерхольда с Верой Комиссаржевской гротесковыми персонажами обличала разложившуюся буржуазию[2].
- 15 сентября 1918 — постановка Е. Б. Вахтангова, реалистическими образами в определённом смысле полемизирующая с мейерхольдовской[2], несла в себе черты революционного духа, когда только что свершившаяся Октябрьская революция 1917 года воспринималась деятелями культуры с романтическим пафосом и надеждами. Однако уже очень скоро Вахтангов поставил пьесу по-иному. Если первая постановка Е. Вахтангова олицетворяла сатирическую бытовую комедию, то вторая являла собой трагический гротеск[4].
- 13 ноября 1921 — постановка Вахтангова, ознаменовавшая официальное открытие его студии (будущий Театр Вахтангова); художник Завадский; Антоний — Завадский, Гюстав — Басов, Ашиль — Глазунов (затем Н. О. Тураев), Доктор — Захава, Кюре — Щукин, Жозеф — Симонов, Виржиния — Некрасова, гостья — Ремизова, 1-я дама — Львова, Полицейский комиссар — Шихматов, м-ль Ортанс — Котлубай и др.[5]. Эта постановка вернула мейерхольдовский гротескный стиль. Спектакль Вахтангова стал историческим — именно он послужил открытием новой театральной студии: студия Вахтангова была принята в структуру Художественного театра К. С. Станиславского как 3-я Студия МХТ, что давало ей официальное признание. Позже (1926 г.) Третья студия отделилась от МХТа и стала называться Вахтанговским театром.
- 1975 ? — С. Я. Кулиш в Московском театре-студии киноактёра сделал попытку осуществить постановку; в этой трактовке действовали сатирически гротесковые персонажи-буржуа, а спектакль на сцене перемежался с кинематографическими фрагментами на оборудованном киноэкране, однако синтез театра и кино был признан неудачным, и постановка была закрыта приёмной комиссией.
- сентябрь 1999 — постановка П. Н. Фоменко вернула пьесу в театр Вахтангова; сценограф — Станислав Морозов; Антоний — Алексей Завьялов, Ашиль — Евгений Князев, Виржини — Людмила Максакова, Кюре — Виктор Зозулин, Доктор — Александр Граве, Слуга — Михаил Васьков; в других ролях Юрий Шлыков, Инна Алабина, Юрий Яковлев, Анатолий Меньщиков и т. д. Действие перенесено в столичный Париж, а сам спектакль построен в духе бытовой комедии. «Этот спектакль скорее сравним с яркими карикатурами Тулуз-Лотрека — резкими, хлесткими, предельно обнажающими характер изображаемых лиц», — считает рецензент А. Сергеева[4].
- 1 апреля 2011 — постановка Ансара Халилуллина, Саратовский академический театр драмы имени И. А. Слонова[6]. Антоний — Юрий Кудинов. Постановка стала яркой и привлекшей внимание не только зрителей, но и прессы.
- 9 ноября 2011 - постановка Вячеслава Долгачёва, Московский Новый драматический театр[7]
- 16 февраля 2024 - постановка Ивана Рябенко, Русский Академический театр имени М. Ю. Лермонтова